# Dichromodes raynori
Dichromodes raynori är en fjärilsart som beskrevs av Louis Beethoven Prout 1920. Dichromodes raynori ingår i släktet Dichromodes och familjen mätare. Inga underarter finns listade i Catalogue of Life.